# Orehovica, Vipava
Orehovica je naselje v Občini Vipava

## Prebivalstvo
Etnična sestava 1991:
- Slovenci: 179 (98,9 %)
- Neopredeljeni: 2 (1,1 %)